# Sisyrococcus papillosus
Sisyrococcus papillosus är en insektsart som beskrevs av James Mather Hoy 1962. Sisyrococcus papillosus ingår i släktet Sisyrococcus och familjen filtsköldlöss. Inga underarter finns listade i Catalogue of Life.